# 59 Elpis
59 Elpis è un asteroide della fascia principale del diametro di circa 165 km. Scoperto nel 1860, presenta un'orbita caratterizzata da un semiasse maggiore pari a 2,7138515 au e da un'eccentricità di 0,1176722, inclinata di 8,64830° rispetto all'eclittica.
È un asteroide di tipo C, possiede quindi una superficie molto scura e una composizione carboniosa.
L'asteroide è dedicato a Elpis, la personificazione della speranza nella mitologia greca.
La denominazione di questo asteroide fu oggetto di una situazione insolita: l'allora direttore dell'osservatorio di Parigi, Urbain Le Verrier, vietò allo scopritore di assegnare un nome all'aoggetto nell'intento di forzare l'adozione di una nuova convenzione basata sulla giustapposizione del sequenziale e del nome dello scopritore. Molti astronomi dell'epoca, tra cui George Airy, Friedrich Argelander, Hermann Goldschmidt, John Herschel,  John Russell Hind e Karl Luther,si opposero a questo tentativo: di conseguenza Edmund Weiss, direttore dell'osservatorio di Vienna che aveva significativamente contribuito a determinare l'orbita dell'oggetto, incaricò Karl Ludwig von Littrow di assegnare un nome all'asteroide. Von Littrow scelse quello ancora oggi in uso. A gennaio del 1862, Le Verrier rimosse il suo divieto e concesse a Chacornac di indicare un nome: questi si rivolse a Hind che optò per Olympia. Questo nome rimase in uso parallelamente a Elpis per qualche anno e poi cadde in disuso. Il nome Olympia fu poi utilizzato per (582) 1906 SO.